# Simrishamns station
Simrishamns station är en säckstation nära hamnen i Simrishamn.  Stationshuset från 1883 är ett tvåvåningshus i tegel. Stationen har två perrongspår. All godshantering upphörde 2004.

## Historik
Tidigare har det funnits ett lokstall med två platser, två godsspår och två uppställningsspår. Länge fanns det också en brant anslutning från stationen till en hamnbana. Från hamnen fraktades sill och annan fisk. Tills vägnätet uppnått en erforderlig standard var Simrishamn utskeppningshamn för sockerbetor till Karlshamn.
Simrishamn erbjöd länge den närmsta färjeöverfarten till Bornholm, en tredjedel kortare än sträckan Ystad–Rönne. 1954–1970 gick motorvagnståget Bornholmspilen Malmö–Simrishamn, och tog sig den 96 km långa sträckan via Tomelilla på en och en halv timme. En del av tåget fortsatte ned till hållplatsen Simrishamns hamn vid Bornholmsfärjan. Bornholmspil gick också Kristianstad–Simrishamn med riktningsbyte i Gärsnäs. 